# Richard Huera
Huera  Montenegro est un nom espagnol. Le premier nom de famille, en général paternel, est Huera ; le second, en général maternel, souvent omis, est Montenegro.
Richard Rolando Huera Montenegro, né le 25 avril 1999 à El Playón de San Francisco (Sucumbíos), est un coureur cycliste équatorien de la formation Banco Guayaquil Ecuador.

## Biographie
En 2017, Richard Huera devient double champion d'Équateur juniors sur piste, dans l'omnium et la course à l'américaine. La même année, il participe à quelques courses en Espagne avec l'équipe Arte en Transfer-León.
Lors du Tour de l'Équateur 2019, il se distingue en remportant l'étape reine à Tulcán. Trois jours plus tard, il double la mise en s'imposant à Quito, terme de l'épreuve, tout en s'adjugeant le classement du meilleur coureur espoir. En février 2020, il se classe vingtième et meilleur coureur de la délégation équatorienne au Tour Colombia.
En février 2022, il devient champion d'Équateur devant le champion olympique Richard Carapaz.
En novembre 2024, Richard Huera remporte son Tour national (d) .

## Palmarès sur route

### Par année
- 2019
  - 4e et 8e étapes du Tour de l'Équateur
- 2021
  - 2e du San Gregorio Saria
- 2022
  -  Champion d'Équateur sur route
- 2023
  - 3e étape du Tour de l'Équateur
  - 8e étape du Tour du Costa Rica
- 2024
  - Tour de l'Équateur : 
    - Classement général
    - 6e étape

### Classements mondiaux
| Année                                 | 2018  | 2019  | 2020  | 2021  | 2022 | 2023  | 2024 |
| ------------------------------------- | ----- | ----- | ----- | ----- | ---- | ----- | ---- |
| Classement mondial                    | 2190e | 1946e | 1916e | 2718e | 590e | 2377e | 957e |
| UCI America Tour                      | 278e  | 294e  | 181e  | 477e  | 53e  | nc    | nc   |
|                                       |       |       |       |       |      |       |      |
| Légende : nc = non classéSource : UCI |       |       |       |       |      |       |      |

## Palmarès sur piste

### Championnats nationaux
- Quito 2017
  -  Champion de l'Équateur de l'américaine juniors (avec Joel Fuertes)
  -  Champion de l'Équateur de l'omnium juniors